# Microplitis varicolor
Microplitis varicolor är en stekelart som beskrevs av Henry Lorenz Viereck 1917. Microplitis varicolor ingår i släktet Microplitis och familjen bracksteklar. Inga underarter finns listade i Catalogue of Life.